# Lourival Brasil Filho
Lourival Brasil Filho (Estrela do Sul) foi um político brasileiro do estado de Minas Gerais. Foi eleito deputado estadual em Minas Gerais durante oito mandatos consecutivos, da 2ª até a 9ª legislatura (1951 - 1983).. O deputado foi autor de projetos de emancipação de diversos municípios no estado.